# Cao hổ cốt
Cao Hổ cốt, Cao Hổ, Cao Xương hổ hay Hổ cốt là loại cao được nấu và cô đặc từ bộ xương của con hổ. Cao hổ cốt là một mặt hàng đắt đỏ, chúng được chế biến qua nhiều công đoạn phức tạp và có nhiều lời đồn về công dụng của nó, tuy nhiên có cảnh báo, các loại cao từ hổ, gấu, ngựa chỉ có tác dụng trừ phong thấp, đau gân giãn cốt chứ không có những tác dụng khác như những lời đồn đại. Từ công dụng đồn thổi này dẫn đến loài hổ đã bị săn bắn quá mức dẫn đến trên đà tuyệt chủng, nhất là ở Trung Quốc và Việt Nam. Các bộ phận của hổ được dùng làm thuốc đông y, và bán với giá cao trên thị trường chợ đen, giá 100 gram cao hổ cốt bán tới 1.000 đôla.

## Đại cương
Trong khi đại đa số các động vật có thể nấu cao toàn tính (với cả xương và thịt) thì cao hổ chỉ sử dụng xương. Sự coi trọng giá trị của cao hổ cốt đối với sức khỏe con người, đặc tính quý hiếm của cao, là các quan niệm có từ rất lâu trong lịch sử các nước Á Đông, đặc biệt là Trung Quốc và Việt Nam. Với quan niệm như thế, loài hổ đã bị săn bắn hàng loạt để phục vụ cho nhu cầu lấy xương nấu cao (và các sản phẩm khác như móng vuốt, nanh hổ, da hổ v.v.), từ đó đẩy loài hổ đến bờ vực tuyệt chủng. Từ lâu đời, người Việt Nam coi cao hổ là thần dược phương Đông, nhiều người đã chạy đua trong cuộc săn lùng xương và cao của hổ vốn đang sắp tuyệt chủng. Do đó, quanh những miếng cao hổ là rất nhiều huyền thoại được thêu dệt và cao hổ đã trở thành mặt hàng siêu phẩm từ lâu.
Theo quy định pháp luật nhiều nước trên thế giới việc săn bắt hổ là trái phép và bị cấm. Cùng với voi và tê giác, hổ là loài động vật hoang dã có tên không chỉ trong Sách đỏ Việt Nam mà còn trong Sách đỏ thế giới. Ở Việt Nam, mọi hành vi săn bắt, mua bán hổ, kể cả các bộ phận từ cơ thể hổ như nanh, da, móng vuốt hay cao nấu từ xương hổ đều bị xử lý theo luật pháp. Ở mức độ nghiêm trọng có thể bị truy cứu trách nhiệm hình sự.

## Đặc tính

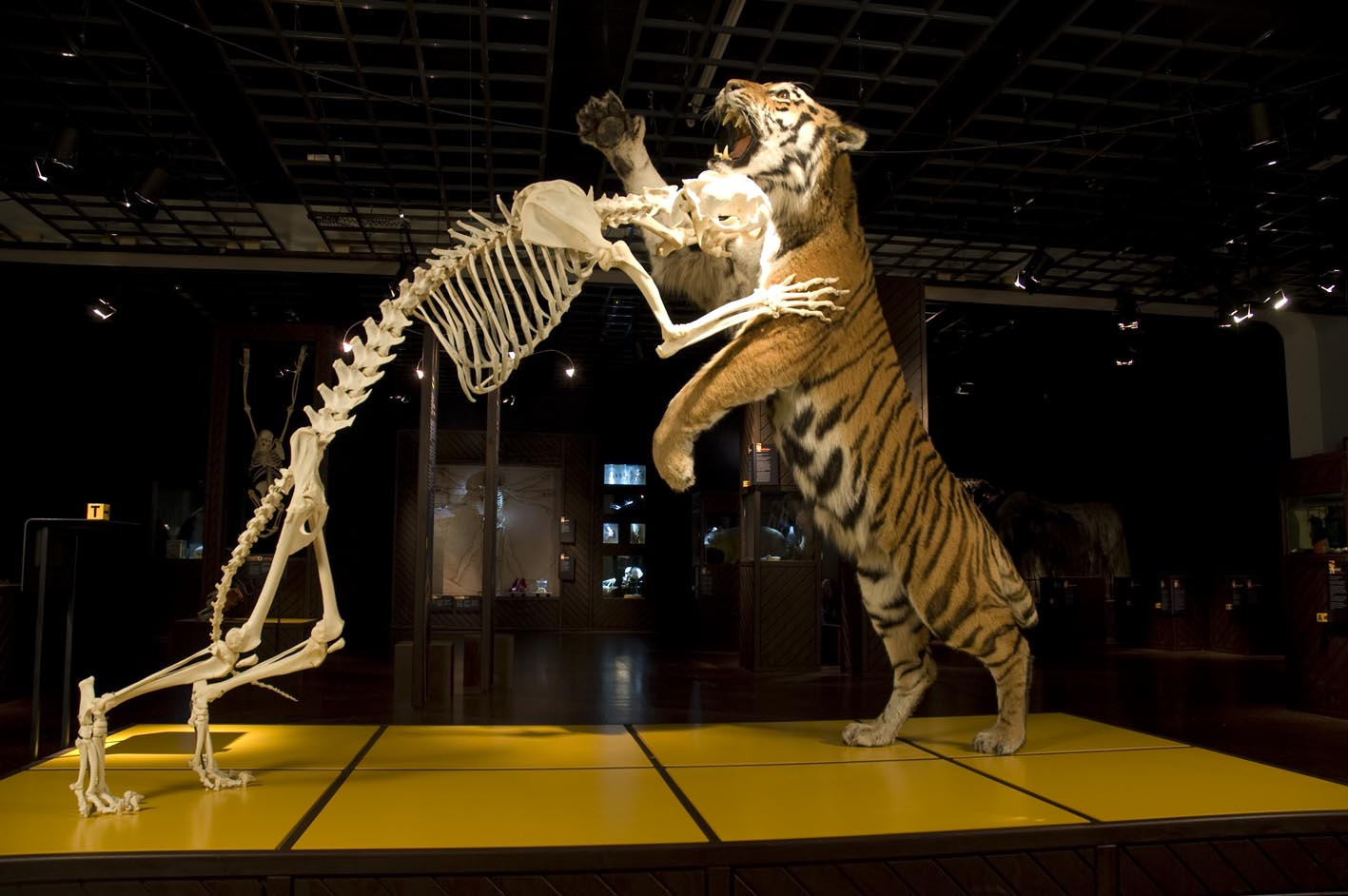
Mô phỏng về một con hổ thật và bộ xương hổ

Xương hổ còn gọi là đại trùng cốt, lão hổ cốt là xương của hổ, bộ phận của con hổ dùng để nấu cao. Bộ xương hổ có tỷ lệ các thành phần cân đối và ổn định, do đó có thể xác định sơ bộ tính chính xác của bộ xương cũng như tính giá trị của nó: xương đầu đủ răng chiếm 15%, bốn chân 52%, toàn bộ xương sống 14%, 13 đôi xương sườn 5,5%, xương chậu 5,5%, xương bả vai 4%, xương đuôi gồm 14 đốt trúc 2,2%, 2 xương bánh chè chiếm 0,45%. Về mặt cấu trúc, trong cao hổ cốt thật chứa chủ yếu là chất đạm (chất thịt), calci dạng phosphat và nhiều khoáng chất khác.
Y học hiện đại phân tích cho thấy trong thành phần xương hổ (hổ cốt) có chứa collagen, mỡ, calci phosphate, calcium carbonat, magiesium phosphat, trong đó collagen là hoạt chất chính, gelatin của hổ cốt chứa 17 amino acid, lượng amino acid trong xương hổ cao gấp 900 các loại xương động vật khác và tỷ lệ đạm toàn phần rất cao.
Thành phần hóa học của xương hổ gồm: calci, phosphor, protein, chất keo để thủy phân cho các amino acid. Xương có tính chất quy kinh, vị mặn, tính ấm, quy vào kinh thận, kinh cân công dụng trục phòng hàn, bồi dưỡng gân cốt. Như vậy, cao hổ cốt có chứa calcium phosphate, calcium carbonate, collagen, mỡ, magiesium phosphate về cơ bản giống như các loại cao xương động vật khác. Thành phần đạm toàn phần trong cao hổ cốt là 14,93 đến 16,66, tương đương cao gấu, cao khỉ, cao ban long, tỉ lệ amino acid cũng tương tự. Theo dược học cổ truyền, cao hổ cốt vị mặn, tính ấm, vào hai kinh can và thận.
Xương hổ quý nhất là xương chân trước hay còn gọi là xương cánh tay rồi xương chân sau, xương đầu, xương sống liền với xương đuôi. Xương tay hổ hơi vặn khuỷu và phía trên xương bả vai có lỗ thông thiên, xương sườn cũng hơi bị vặn vỏ đỗ. Trong các loài vật thì chỉ có hổ và báo là có lỗ thông thiên. Răng hàm hổ có hình chữ "tam sơn" nhưng đặc điểm này hơi khó nhận biết. Hổ nuôi nhốt ăn nằm một chỗ trong chuồng nên móng chân cùn, to bè bè, còn hổ rừng có móng nhỏ và sắc nhọn như mũi chông. Hổ rừng nặng từ 30 kg là có nanh rõ ràng, còn hổ nuôi nhốt cùng lứa chưa thể mọc nanh được nên xương hổ rừng khi mang đi nấu cao có tính chất trị bệnh rất cao.
Giá trị của bộ xương hổ phụ thuộc vào trọng lượng của bộ xương. Bộ nặng dưới 5 kg là hạ phẩm có giá trị sử dụng kém, nặng 5–7 kg là trung phẩm, 7–10 kg là loại tốt, 10–14 kg là thượng phẩm, 15–16 kg là đại thượng phẩm, những bộ xương nặng hơn là hiếm vô cùng cần thận trọng khi giám định. Để khẳng định chính xác tính xác thực của 1 bộ xương hổ cần xác định thêm 18 đặc điểm khác về xương đầu, mắt phượng, đặc điểm đốt cổ I, cổ II, khớp thái dương hàm, hình thể và đặc điểm xương bánh chè, hình thể và đặc điểm của ổ chảo trên xương chậu, các khớp sống và đặc điểm của khớp sườn-sống. Thậm chí 1 bộ xương đúng về hình thể và tỷ lệ nhưng có thể đã bị chiết nước 1 rồi vì vậy cần dùng búa đinh đập mạnh 1 nhát vào xương cẳng chân trước nếu không gãy vỡ mới được.
Một con hổ nếu nặng 100kg có thể lấy được 17 kg xương tươi, sau khi sấy còn lại khoảng 10kg xương khô. Xương hổ bị chết trong rừng lâu ngày có màu trắng đục và hay bị mủn, còn xương hổ săn bắn được thì có màu trắng ngà. Xương bánh chè hổ được coi là quan trọng nhất trong bộ xương. Nồi cao hổ cốt nếu thiếu xương bánh chè thì coi như mất một nửa giá trị. Xương hổ để càng lâu ngày càng tốt, nếu đem nấu cao khi xương còn tươi thì chất lượng cao rất kém và tanh. So sánh với xương sư tử, xương hổ có giá trị hơn xương sư tử nhưng cơ bản hai bộ xương hổ và sư tử chỉ khác nhau cái bánh chè (xương đầu gối), xương bánh chè hổ tròn xoe, như cái lỗ cong cong hình mắt con chim phượng

## Công dụng
Cao hổ cốt, theo báo Sức khỏe & đời sống, có công dụng bổ dương, trục phong hàn, trấn thống (giảm đau), làm mạnh gân cốt, trừ tê thấp, thường được dùng để chữa các chứng tê thấp, đau nhức gân xương, đi lại khó khăn, chân tay co quắp, thoái hóa xương khớp, suy nhược cơ thể Theo lời đồn, cao xương hổ có hai thế mạnh là bổ dưỡng cơ thể và phòng chống các bệnh lý liên quan đến xương khớp như viêm đa khớp dạng thấp, thoái khớp gối, hư xương sụn cột sống cổ và cột sống thắt lưng, viêm cột sống dính khớp, viêm quanh khớp vai, viêm gân, gãy xương lâu liền, loãng xương...Giáo sư, Tiến sĩ Nguyễn Văn Tuấn khẳng định: "Đến nay chưa có nghiên cứu khoa học nào trong y văn cho thấy cao hổ cốt có hiệu quả điều trị bệnh viêm khớp xương hay loãng xương. Hoàn toàn không có".
Về tác dụng dược lý, cũng theo báo này, hổ cốt có công dụng chống viêm, giảm đau, an thần và làm lành nhanh xương gãy nhiều đồn rằng, ăn cao hổ hoặc ngâm rượu để uống có tác dụng thần kỳ, làm người yếu khỏe lại, đặc biệt tốt cho hệ xương khớp và có thể mạnh vô biên trong quan hệ tình dục.
Nhìn chung, theo lời đồn phạm vi sử dụng của cao hổ cốt tương đối rộng rãi. Tuy nhiên, theo y học cổ truyền, loại cao này có tính nóng và trợ dương khá mạnh nên những người có thể chất hoặc bị mắc các chứng bệnh thuộc thể âm hư hỏa vượng không nên dùng. Những người bị tăng huyết áp cũng cấm chỉ định dùng cao xương hổ. Thầy thuốc nhân dân Nguyễn Xuân Hướng, Chủ tịch Hội đông y Việt Nam cảnh báo, các loại cao từ hổ, gấu, ngựa chỉ có tác dụng trừ phong thấp, đau gân giãn cốt chứ không có tác dụng bổ thận tráng dương. Rượu cao hổ mỗi ngày chỉ nên uống không quá 20ml. Những người bị gan, thận, cao huyết áp, tim mạch, đái tháo đường... không nên sử dụng. Khi sử dụng cao hổ cốt cũng tránh ăn rau cải và uống nước chè.

## Công đoạn nấu
Sau khi có được xương hổ, để có loại cao tốt thì việc nấu cao hổ phải trải qua 3 giai đoạn: Làm sạch xương, tẩm sao và cô đặc.

### Làm sạch

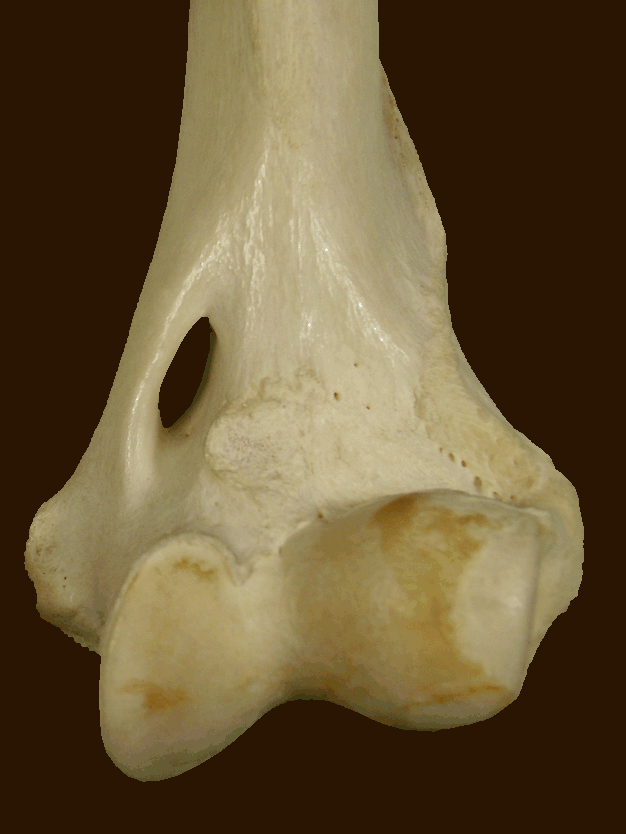
Một khúc xương cánh tay hổ đã được làm sạch

Ở giai đoạn thứ nhất, làm sạch là phải bỏ hết thịt, gân và tủy bằng cách ngâm xương với nước vôi loãng hoặc đem luộc với lá đu đủ non. Xương hổ dù để nấu cao cũng phải làm rất sạch, bỏ hết thịt, gân và tủy. Nếu không làm sạch sẽ hỏng cao, nấu xong dễ sinh dòi, thậm chí còn gây độc cho người dùng.
Xương bánh chè cũng cần phải loại bỏ hết gân và tủy, phải ngâm tẩm với nước gừng, sao khô và tẩm rượu, phơi khô trong nơi râm vài ba tháng. Nếu uống sống xương còn tươi, còn tủy rất nguy hiểm, đặc biệt hại gan và thận vì đi vào hai kinh này trước. Hổ ăn thịt sống và thịt thối đều tiêu hóa được, người không ăn được như hổ nên khi uống xương hổ vào có thể cấp tính gây suy thận hoặc tích độc gây suy gan, hỏng thận.
Phải đem xương tươi hoặc xương khô nhưng còn dính thịt cho vào nước vôi loãng đun sôi rồi ngâm một đêm và mang ra rửa thật sạch. Cũng có khi người ta luộc xương với lá rau cải. Xương luộc xong, đem ra lấy trấu thóc nếp hoặc cát mịn đánh cho đến khi sáng bóng lên. Sau đó đem chặt xương ra từng khúc ngắn như khẩu mía, chẻ nhỏ ra, xương nhỏ thì đập vỡ rồi đem luộc với dấm trong vài phút để làm sạch tủy. Rồi lại vớt xương ra, cho vào vại, đổ nước vào rồi đánh đều tay, các mảnh xương cọ vào nhau sẽ làm sạch những tủy, thịt, gân còn sót lại.
Người dân miền núi từ lâu đời đã làm theo phương thức truyền thống là cho xương vào rọ, đem ra suối ngâm khoảng hai tháng cho rữa hết thịt, gân bám ở xương rồi đem xương đó phơi ở chỗ râm trong khoảng vài ba tháng nữa, khi nào ngửi bộ xương không còn mùi nữa là được. Cách này là tối ưu, cho bộ xương hổ sạch và có chất lượng tốt nhất.

### Tẩm sao
Ỏ giai đoạn thứ hai, là tẩm sao, dùng trấu, cát chà xương cho sạch bóng, rửa kỹ rồi đem phơi hoặc sấy khô. Cắt xương thành những khúc ngắn như khẩu mía dài chừng 5 – 6 cm, chẻ làm 2 - 3 mảnh, xương nhỏ thì đập giập rồi đem luộc với giấm. Tiếp đó, rửa thật sạch và đem phơi hoặc sấy khô. Khi đó xương mới được đem tẩm sao và có nhiều kiểu tẩm sao tùy theo từng địa phương. Có nơi tẩy bằng nước rau cải, bằng nước lá trầu không, sao bằng mỡ dê, ngâm với nước sắc khương hoàng và hùng hoàng, ngâm với giấm rồi cho vào sao cát, cuối cùng sao lại bằng mỡ dê.

### Cô đặc
Ở giai đoạn cuối, nấu cao hổ cốt tốt nhất phải có 5 bộ xương hổ và cứ 1kg xương đã chế biến theo đúng quy chuẩn sẽ nấu được hơn 200g cao. Bí kíp của việc nấu cao hổ cốt chủ yếu nằm trong bình lọc nước canh cô, thành phần của bình lọc sơ bộ phải có 5 lớp: trấu mới, than xương, một loại dược liệu đặc biệt có khả năng khử tủy xương, cát thô, sỏi thô. Khi cô cao, chỉ đổ cao khi cao chuyển sang giai đoạn bọt cao nhỏ, nếu không cao sẽ bị nhão vì hút ẩm mạnh. Hầu như không thể nấu được cao xương hổ nguyên chất vì không thể đúc khuôn được. Người ta thường pha thêm xương sơn dương với tỷ lệ 05 xương hổ 01 xương sơn dương (thịt và xương của sơn dương cũng thường được nấu cao với tên cao sơn dương, tuy nhiên chúng không nằm trong khảo sát của bài này).
Từ công thức đó người ta thường có câu phi sơn dương bất thành hổ cốt, tuy nhiên câu này cũng không hoàn toàn đúng trong mọi trường hợp. Người ta nấu cao hổ cốt riêng để dễ dàng xác định tỷ lệ cao hổ nguyên chất chiếm bao nhiêu phần trăm, còn cơ bản vẫn phải bổ sung một số thành phần tùy theo nhu cầu sử dụng thực tế. Nếu nhằm chữa khớp nên thêm 1 cân mộc qua, 1 kg thiên niên kiện dạng dược liệu thô. Nếu chỉ nhằm tăng cường sức khỏe và tuổi thọ nên dùng yếm rùa vàng, dùng cho dương sự thêm vào đó là gạc hươu, gạc nai.
Bộ xương hổ để nấu cao, tốt nhất là phải nặng trên 10 kg, nếu được từ 15 kg trở lên thì tuyệt vời và đặc biệt là phải đầy đủ, không được thiếu mảnh xương nào và cũng không được lẫn các loại xương khác, trong đó không thể thiếu xương chân trước và xương bánh chè. Vào thời điểm hiện tại để nấu được một lạng cao hổ thành phẩm phải bỏ ra khoảng 20 triệu đồng (cứ 10 kg xương hổ kèm 3 kg xương sơn dương) Khi nấu phải nấu ba nước, cô chung trực tiếp rồi cô cách thủy, đảo đều và kỹ, bọc giấy bóng. Khi cao đã được thì lấy xương hổ (lúc này đã mủn như vôi bột) rải xuống mâm và đổ cao lên.

### Nghi thức
Xung quanh nồi cao hổ có những chuyện ly kỳ và chủ yếu là do người ta thần thánh hóa. Xuất phát từ việc hổ là con vật được coi là chúa sơn lâm và được nhiều nơi người dân đưa vào đền, miếu để thờ. Do đó theo quan niệm khi dùng hổ làm thuốc trị bệnh cứu người thì cũng phải được sự đồng ý của vong hồn "Ông Hổ". Vì vậy, trước khi mang xương hổ đi làm sạch, người chủ nấu cao phải để bộ xương của hổ xếp theo đúng hình hài trên một chiếc bàn phủ vải điều và bày ở giữa sân. Lễ vật dâng lên cho Hổ gồm có một chiếc thủ lợn, đuôi lợn để sống và có hương nến cẩn thận. Trước đó, người chủ phải ăn chay ít nhất là 7 ngày, đồng thời không được sát sinh bất cứ con vật nào. Việc cúng lễ được tiến hành trước khi mặt trời mọc, trong thời gian hành lễ, phụ nữ không được tới gần.

## Cao hổ cốt giả

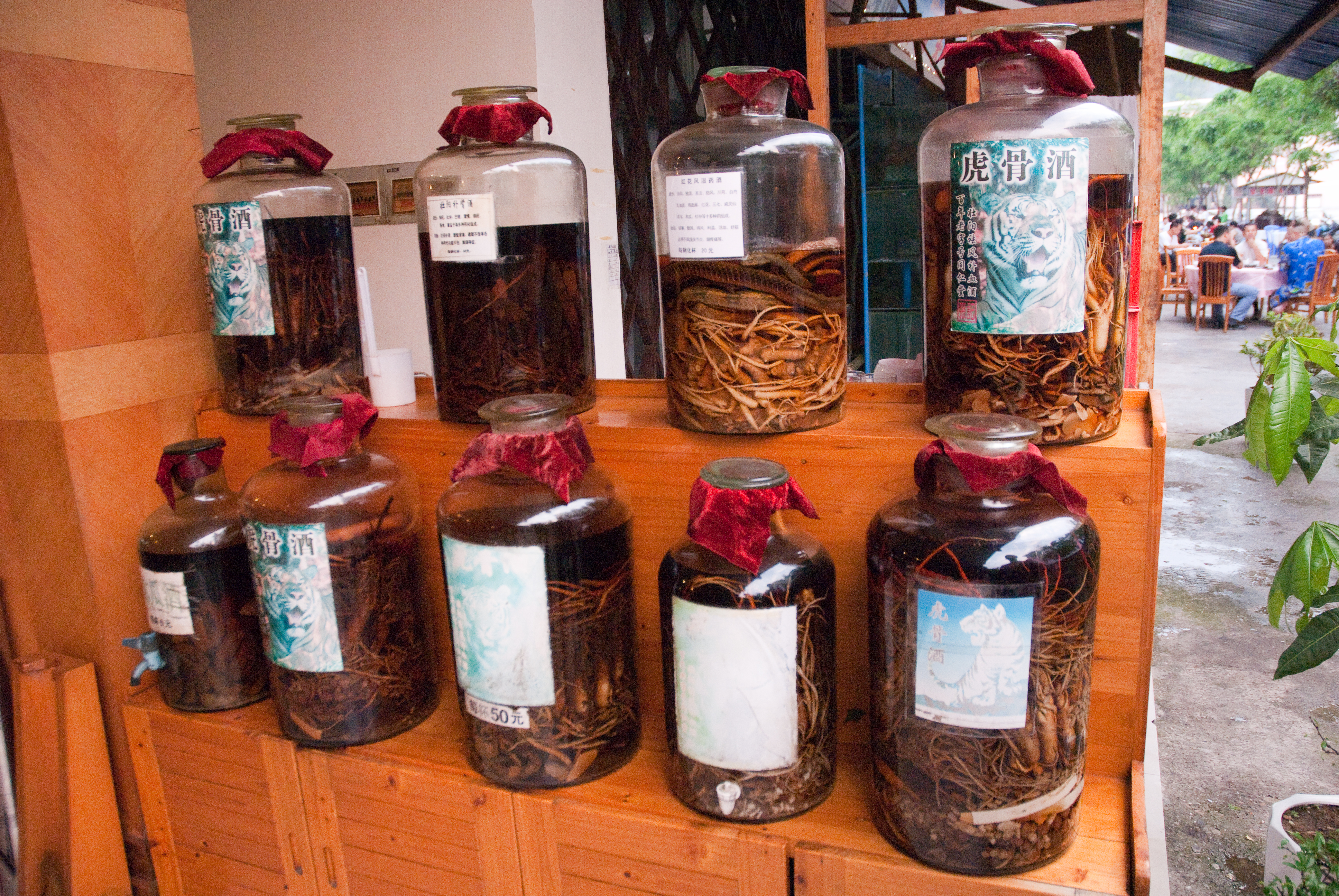
Rượu cao hổ cốt được bày bán ở Miến Điện

Vì cao hổ cốt là một trong những chế phẩm đông dược quý hiếm và rất đắt tiền nên nhiều người thường tìm mọi phương cách chế ra cao hổ cốt giả để trục lợi. Một số thủ đoạn tạo giả cao hổ cốt gồm:
- Tráo đổi thành phần xương hổ hoặc pha chế để gia giảm tỷ lệ xương thật: dùng các loại cao xương động vật khác như trâu, bò, lợn, gà để giả dạng là cao hổ cốt, bán với giá tương đương. Cao hổ được nấu từ xương chó, xương lợn là chuyện bình thường. Hoặc có thể sử dụng xương hổ thật để nấu lẫn nhưng với tỷ lệ không đảm bảo nguyên vẹn hay có pha thêm thuốc phiện.
- Dùng các kỹ xảo đánh bóng, gọt giũa tạo ra những bộ xương hổ giả từ các loại xương động vật khác để lừa bán trục lợi. Xương gấu thường được sử dụng nhiều nhất vì khá giống xương hổ, rẻ tiền hơn và lại dễ chế tác, người ta sẽ lấy dao khoét ở phần đầu khớp các xương tay, chân của gấu những cái lỗ dài dài thường gọi là lỗ huyệt hay lỗ thông thiên giống y như xương hổ. Thậm chí nhiều người còn dùng cả xương lợn, xương trâu, xương bò, xương chó... để tạo ra hổ cốt. Xương chó béc-giê dễ làm giả xương hổ nhất[11].
- Dùng kỹ thuật để biến một số động vật thành hổ tươi nguyên con, ướp lạnh. Chẳng hạn như tìm giống chó hung dữ và có vóc dáng to lớn, nặng từ 50–60 kg, thậm chí có con nặng tới 100 kg, mõm ngắn, đầu tròn, bộ mặt ngắn tũn và nhăn nhúm rồi nhuộm lông, uốn xương, tạo dáng, ướp lạnh cho có hình hài trông giống như hổ thật.
- Trộn một số thuốc Tây vào cao xương hổ để tạo ra cảm giác hiệu nghiệm tức thì nhằm tạo niềm tin cho khách hàng, thường là trộn các thuốc có tác dụng chống viêm, giảm đau mạnh. Việc sử dụng cao hổ được pha thuốc phiện, thuốc kháng viêm rất nguy hại, về lâu dài sẽ dẫn đến tình trạng nghiện vô thức, dùng thì thấy khỏe, hưng phấn nhưng không dùng thì cơ thể có cảm giác mệt mỏi, suy nhược. Càng sử dụng cao hổ pha thuốc phiện, liều dùng của người sử dụng gia tăng theo thời gian, dần dà họ có nguy cơ trở thành con nghiện[9][12]
- Dùng bột xương hoặc các loại cao thực vật trộn lẫn với cao hổ cốt để tạo ra những miếng cao có màu sắc hấp dẫn, mềm quánh và có tỷ trọng lớn hơn cao hổ thật.

Bằng cảm quan, rất khó phân biệt đâu là cao hổ thật và đâu là cao hổ giả.

## Phân biệt
Theo kinh nghiệm dân gian Việt Nam, người ta có một số cách thử như nếu là cao hổ thật thì ngọn cỏ tươi cắm trên mặt cao phải héo úa, khi cho chó ngửi thấy phải bỏ chạy hoặc cho chó tiếp xúc với bộ xương hổ chó sẽ rên hư hử và rúm ró toàn thân (bản năng sợ hổ), hoặc người uống cao sẽ cảm thấy một luồng khí nóng chạy khắp cơ thể, hay khi pha vào rượu có màu đục như nước gạo, và khi uống, có dư vị ngầy ngậy thoảng qua nơi cuống họng hay khi lấy bật lửa đốt cao cho chảy vào cốc nước, tia cao không tan mà chảy thẳng xuống đáy cốc là cao thật. Tuy nhiên những cách thử này thiếu căn cứ khoa học, chỉ dựa trên kinh nghiệm, và khoa học hiện thời cũng chưa thể phân biệt rõ ràng.

## Ở Trung Quốc
Hơn 1.800 con hổ đang được nuôi trong một công viên động vật hoang dã ở tỉnh Quế Lâm, Trung Quốc để lấy xương ngâm rượu. Công viên động vật hoang dã này tồn tại đã lâu và hiện đang trên bờ vực đóng cửa. Trong khi số lượng hổ tại đây lại bùng nổ lên đến 1.800 con (cả thế giới hiện chỉ còn 3.890 con hổ còn sống sót trong tự nhiên). Lợi nhuận của công viên Hùng Sâm phần lớn thu từ hoạt động nuôi hổ lấy cốt để chế biến rượu. Khi những con hổ chết do quá già, bệnh tật hay đánh nhau với những con khác, chúng sẽ được đưa đến một nhà máy chế biến cách đó 300 km ở tỉnh Quảng Tây.
Tại đây, xương hổ được ngâm trong những thùng rượu gạo lớn. Thời gian ngâm có thể kéo dài đến 8 năm. Rượu thành phẩm đóng chai được bán từ 320 đến 4.000 nhân dân tệ/chai nửa lít (tương đương 1,1 triệu đến 13,7 triệu VNĐ). Trong một chương trình tham quan do công viên tổ chức, họ thả một con bê vào giữa bầy hổ để chúng xé xác. Sau đó, khách tham quan được dẫn đến một cửa hàng bán rượu cốt hổ. Mỗi chai giá từ 450 đến 900 nhân dân tệ, tương đương 10 triệu đến 20 triệu VNĐ.
Ngoài ra, nhà hàng trong công viên cũng bán thịt sư tử, giá 380 nhân dân tệ/đĩa (1,3 triệu VNĐ), tay gấu 7.200 tệ/đĩa (24,5 triệu VNĐ), thịt hổ 480 nhân dân tệ/đĩa (1,6 triệu VNĐ).